# 歌志內站

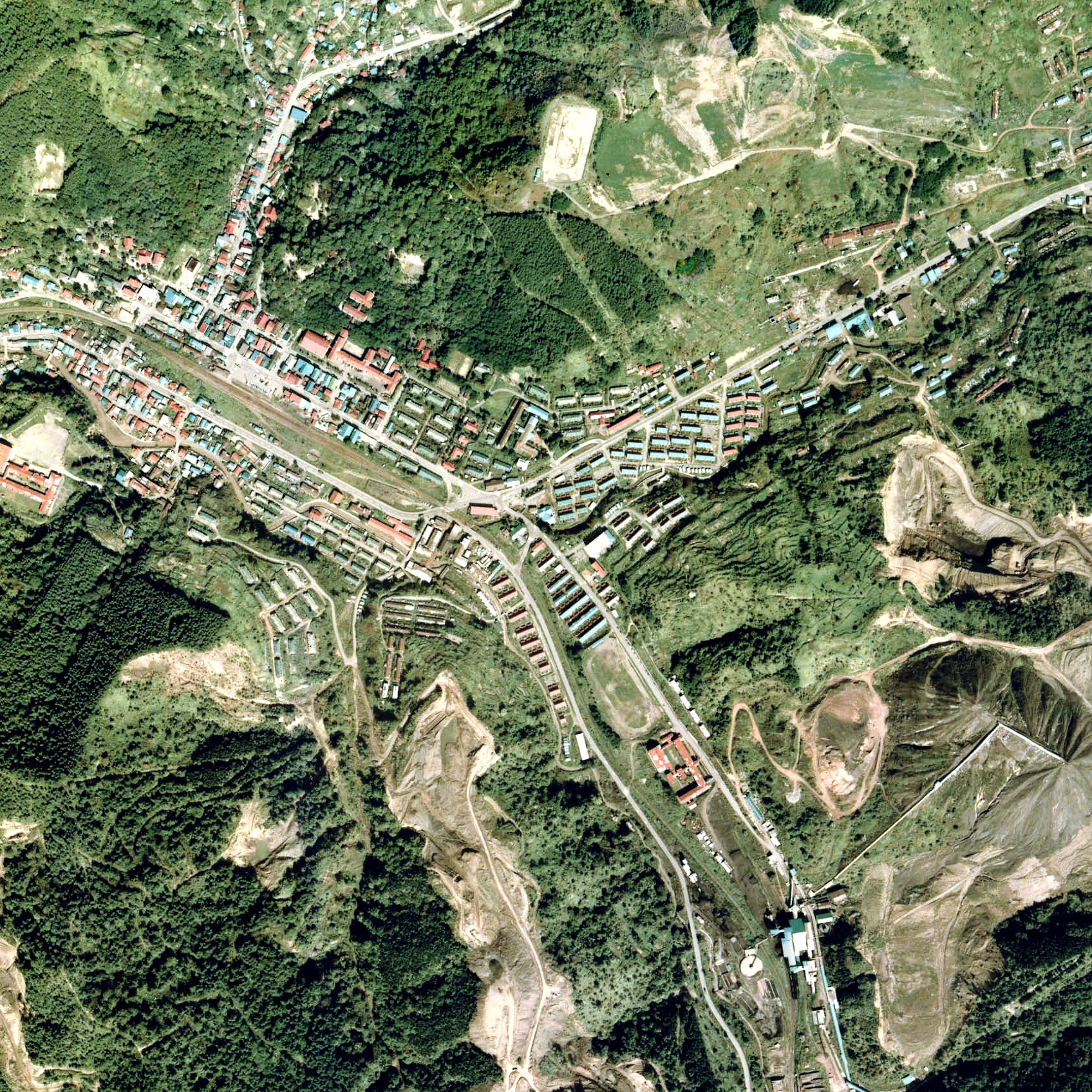
1976年的歌志內站與方圓約1公里範圍。車站位於圖中靠左一方，左邊是砂川站方向。車站右下方連接空知煤礦下之澤選煤場之專用線。右上方連接住友上歌志內礦的專用線。專用線已經撤走。

歌志內站（日语：／ Utashinai eki */?）是位於北海道歌志內市字本町，北海道旅客鐵道（JR北海道）的歌志內線車站（廢站）。隨著歌志內線全線廢線，車站在1988年（昭和63年）4月25日廢除。

## 歷史
- 1891年（明治24年）
  - 7月5日 - 北海道炭礦鐵道車站（一般車站）啟用[3]。
  - 北海道炭礦鐵道空知礦開採[4]。連接下之澤儲煤場的下之澤專用線（1.45公里）開始行走[4][5]。
- 1899年（明治32年）下期 - 設置轉車盤設置[6]。
- 1906年（明治39年）6月1日 - 北海道炭礦鐵道之鐵路線被國有化，由官設鐵道營運。
- 1909年（明治42年）10月12日 - 制定路線名稱，成為歌志內線的車站。
- 1914年（大正3年） - 坂市太郎（後來名為坂炭礦（株）成立。在1925年（大正14年）合併至住友）上歌志內礦開始開採[4]。連接Sakkushi選煤場的上歌志內礦專用線（約2公里）開始營運[4][5]。
- 日期不詳 - 鋪設開北炭礦（後來為北炭神威礦開北坑）專用線[4]。
- 1934年（昭和9年）12月3日 - 翻新車站大樓[4]。
- 1947年（昭和22年）3月 - 北炭神威礦開北坑關閉[4]。
- 1953年（昭和28年）1月1日 - 住友石炭礦業上歌志内礦與其他附近的礦場整合為住友赤平礦[4]。上歌志内的設備廢除，只剩下赤平一方的設備[4]。上歌志内礦專用線廢除。
- 1963年（昭和38年） - 北海道炭礦汽船分離空知礦，成立空知炭礦（株）[4]。
- 1984年（昭和59年）2月1日 - 結束處理行李[3]。
- 1987年（昭和62年）4月1日 - 伴隨國鐵分割民營化，車站由北海道旅客鐵道（JR北海道）和日本貨物鐵路（JR貨物）營運。
- 1988年（昭和63年）
  - 4月10日 - 最後一天出產煤炭。
  - 4月25日 - 歌志內線全線廢除，此站也廢除。

## 車站構造
截至車站廢除前，此站是地面車站，設有1面1線的單式月台。車站大樓鄰接月台。站內設有一些側線，也設有連接空知炭礦株式會社空知煤礦的專用線。

## 現況
車站遺址建設了郵局與「鄉土館夢杉」。另外，歌志內線的路軌遺址建設了單車徑，連接此站至燒山站之間。
於舊站附近的巴士站名為「歌志內市街」，北海道中央巴士（瀧川營業所）「歌志內線」停靠該站。
- 北海道中央巴士歌志內線 ：赤平昭和、赤平宮下町 - 歌志内市街 - 上砂川（中央1丁目） - 砂川市立醫院 - 瀧川總站（日语：北海道中央バス滝川ターミナル）
- 曾經另外有一條沿JR歌志内線行走的廢除替代路線「燒山線」（上歌新榮町 - 歌志內市街 - 燒山 - 砂川市立醫院（日语：砂川市立病院）），後來在2019年（平成31年）4月1日廢除。

## 相鄰車站
北海道旅客鐵道
歌志內線
歌神－歌志內

## 注腳
1. ↑  1948年拍攝航空相片（日語）（國土地理院 地圖、航空相片參閲服務）
2. ↑  1948年測量5萬分之1地形圖「歌志內」
3. 1 2  《停車場変遷大事典 国鉄・JR編 II》1998年JTB編集、發行。
4. 1 2 3 4 5 6 7 8 9 10  新歌志內市史 1994年3月發行。
5. 1 2  距離參考自札幌鐵道局發行的昭和3年度線路一覧略圖。
6. ↑  《北海道鉄道百年史 上巻》1976年3月 日本國有鐵道北海道總局 編集、發行。